# 田貫湖

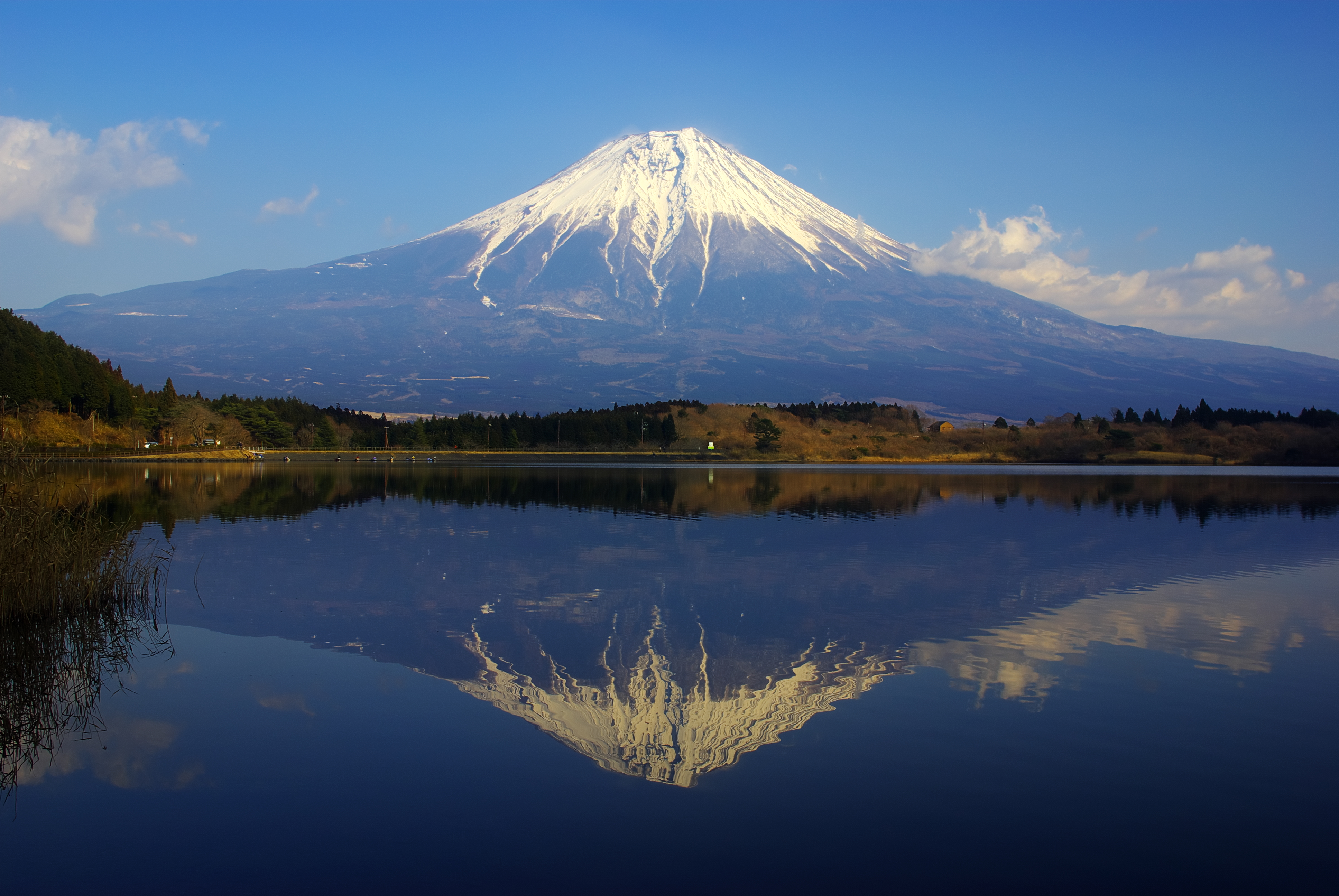
田貫湖で見る逆さ富士

田貫湖（たぬきこ）は、静岡県富士宮市にある湖。断層活動により隆起した古富士泥流の窪地を拡大させて形成された人造湖で、富士山の西麓・朝霧高原の一角に位置する。周囲は約3.3km。

## 地理
20000年ほど前の富士山の山体崩壊で発生した岩屑なだれ（田貫湖岩屑なだれ）が天子山地に行く手を塞がれ土石が台地となり、台地は水はけが悪く沼や湿地が生まれた。
元々は狸沼あるいは田貫沼と呼ばれていた小さな沼地であったが、1923年に発生した関東大震災の影響で、周辺の水の供給を賄っていた芝川の水量が減少したことから、農業用水を確保するために1935年（昭和10年）から狸沼に堤防を建設し始め、沼を人工的に拡張。これにより706,000m3の貯水ができる人造湖となった。その後も水の需要増加に応じて堤防の拡張工事を行い、東西1km、南北0.5kmの大きさになり、貯水量が1,200,000m3にまで増えた。

## 歴史

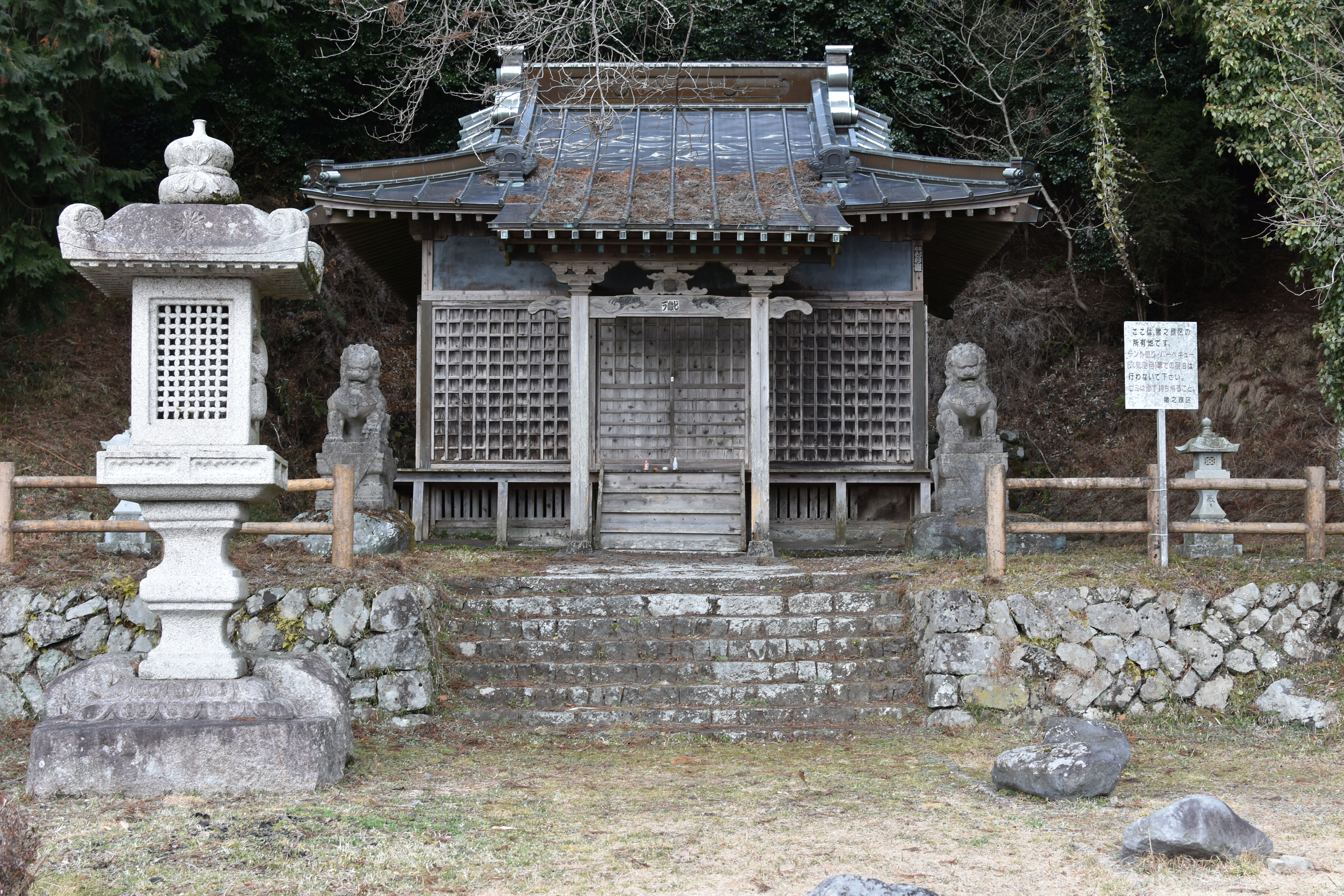
田貫神社

### 田貫氏
田貫湖は往古富士上方と呼ばれた地に位置しているが、その富士上方の領主であった富士氏の系図に田貫氏が確認される。『富士大宮司系図』によると「直継」に細註として「田抜長者」とある他、その孫子らの細註に「田抜太郎」「田抜又太郎」「田貫二郎」「田貫次郎」「田抜孫次郎」等とある。

### 民間伝承
田貫湖周辺・内野には尹良親王にまつわる伝説が残る。『浪合記』『信濃宮伝』には以下のようにある。
このように、南朝の皇族とされる尹良親王が駿河国宇津野（内野）に移動し、田貫次郎または田貫左京亮の館に一時身を寄せたという筋書きとなっている。
また18世紀前半成立の都賀庭鐘『繁野話』、寛政11年（1799年）の内山真龍『遠江国風土記伝』や松平頼恕『歴朝要紀』、『蕗原拾葉』や駿河国の地誌である阿部正信『駿国雑志』にも『浪合記』ないしそれを書写した史料を引用する形で富士谷宇津野の田貫次郎（治郎）館について記されている。

その他尹良親王と天子ヶ岳の瓔珞ツツジを結びつけた形の民話もあり、
田貫湖の湖畔には尹良親王を人神として祀る田貫神社が所在している。

## 観光
湖の周辺は自然と触れ合える場所として整備され、自転車で湖を一周することができる道路のほか、宿泊施設やキャンプ場、レストハウスなどがある。長者ヶ岳への登山道も整備されている。
周辺にはボート乗り場があり、ヘラブナ釣りも盛んに行われている。北岸では4月中旬から5月中旬に多くのレンゲツツジ・ヤマツツジが姿を見せる。各種の野鳥やホタルの観測スポットとしても知られる。レンタル自転車があり、湖を一周20分から30分ぐらいで楽しむことができる。
田貫湖は富士山の大沢崩れのほぼ正面方向にあたり、富士山の険しい山容を望める適地である。
4月20日と8月20日頃の天気の良い早朝に、湖畔にある休暇村富士の正面からダイヤモンド富士を見ることができ、多くのカメラマンで賑わう。キャンプ場も設けられているため、キャンプを間に入れた富士山観光も可能である。

## 設備
- 田貫湖ふれあい自然塾（環境省の運営する施設）
- 休暇村富士（宿泊施設、温泉）
- 田貫湖キャンプ場（バンガロー、テントサイト）
- 田貫湖畔荘
- 駐車場（無料。レストハウスに200台、田貫湖ふれあい自然塾に82台、田貫湖畔荘に50台、その他数カ所あり）
- 小田貫湿原
- 田貫神社
- テラス・桟橋
- サイクリングロード
- トイレ、コインシャワー、売店など

1km以内に下記設備もある。
- 天子の森キャンプ場
- ラ・フォンテーヌ・バカンス

## アクセス
- 自動車
  - 東名高速道路富士インターチェンジから西富士道路および国道139号を経由し約50分。
  - 中央自動車道河口湖IC→国道139号→静岡県道414号富士富士宮線
- バス
  - JR富士宮駅より富士急静岡バス「休暇村富士」行きで45分。バス停は、「田貫湖南」「田貫湖キャンプ場」「休暇村富士」など。
  - 東京駅より高速バス「富士宮 - 東京線（ヤキソバEXPRESS）」にて3時間18分（1日1便）。